# Aggregation (Verhaltensforschung)
Aggregation (lat. aggregare, ‚anhäufen, beigesellen‘) bezeichnet im deutschen Sprachraum in der klassischen ethologischen Instinktforschung Ansammlungen von Tieren, die – ohne soziale Anziehung zwischen den Mitgliedern – vom gleichen Objekt der Umwelt angezogen werden (gregäres Verhalten) – etwa von einer Wasserstelle oder einem Futterort. Auch artübergreifende, anonyme Verbände sind möglich, z. B. im Schlafverband (Fledermäuse) oder an attraktiven Blüten (Insekten).